# Rory Fallon
Rory Michael Fallon (* 20. März 1982 in Gisborne) ist ein ehemaliger neuseeländischer Fußballspieler mit britischem Pass. Fallon spielte ab 1999 bei verschiedenen Vereinen im Spielbetrieb der englischen Football League und erzielte 2009 für das neuseeländische Nationalteam den entscheidenden Treffer in der WM-Qualifikation. Er spielte zuletzt beim unterklassigen Dorchester Town in England.

## Vereinskarriere
Fallon, Sohn des früheren neuseeländischen Nationaltrainers Kevin Fallon, spielte 1998 in Frankreich für eine neuseeländische U-16-Auswahl, als er und sein Mannschaftskamerad David Mulligan einem Scout des FC Barnsley auffielen, und in die Jugendakademie des Klubs geholt wurden. 1999 erhielt er seinen ersten Profivertrag und gab im April 2001 sein Pflichtspieldebüt bei einer 0:4-Niederlage gegen Preston North End, nachdem er sich als bester Torschütze der Reserve dafür empfohlen hatte. Seinen Durchbruch bei Barnsley schaffte er erst in der Saison 2002/03, nachdem das Team in der Vorsaison aus der Football League Championship in die Football League One abgestiegen war. Im November 2003 wurde er für etwa 60.000 Pfund von Swindon Town verpflichtet, nachdem er bei Barnsley aufgrund finanzieller Probleme des Klubs nur noch Kurzzeitverträge erhalten hatte. Bei Swindon fungierte er zunächst überwiegend als Ersatzspieler, erzielte aber dennoch in 21 Partien sieben Treffer, darunter ein spektakulärer Fallrückzieher von der Strafraumgrenze. Er erreichte mit Swindon die Aufstiegs-Play-offs, scheiterte aber im Halbfinale nach Elfmeterschießen an Brighton & Hove Albion.
Die folgende Saison verlief für Fallon enttäuschend, weiterhin überwiegend Ergänzungsspieler, erzielte er in 31 Einsätzen nur drei Treffer und wurde zwischenzeitlich auch für einen Monat an den Viertligisten Yeovil Town abgegeben. Die Saison endete für ihn bereits im April, nachdem er für eine Tätlichkeit mehrere Wochen gesperrt wurde. Als im Sommer 2005 mit Sam Parkin ein etatmäßiger Stürmer verkauft wurde, stand Fallon, dessen Stärken im Kopfballspiel liegen und der trotz einer Größe von 188 Zentimetern auch über eine passable Ballbehandlung verfügt, fortan in der Startelf und erzielte bis Januar 2006 zwölf Treffer in 25 Partien. Diese Torquote war dem Ligakonkurrenten und Aufstiegskandidaten Swansea City eine Ablöse von 300.000 Pfund wert, bei dem er Ende Januar einen Vertrag über zweieinhalb Jahre unterzeichnete. Nach einem durchwachsenen Start bei seinem neuen Klub fand er in der Endphase der Saison seine Form wieder und traf unter anderem im Play-off-Finale um den Aufstieg gegen seinen alten Klub Barnsley, dem man letztlich im Elfmeterschießen mit 3:4 unterlag. Zudem erzielte er auch einen Treffer beim 2:1-Erfolg im Finale des FAW Premier Cups 2006. Nach acht Treffern in 22 Partien zu Beginn der Saison 2006/07, wechselte er für erneut 300.000 Pfund zum Zweitligisten Plymouth Argyle, für Plymouth zu diesem Zeitpunkt ein Rekordtransfer.
Bei Plymouth dauerte es bis zur Saison 2008/09, ehe er regelmäßiger in der Startaufstellung stand, konnte sich aber auch seither nur sporadisch als Torschütze auszuzeichnen. In der Saison 2009/10 verpasste er mit Plymouth als Tabellenvorletzter den Klassenerhalt. Im August 2011 spielte Fallon für einen Monat bei Yeovil Town, ehe er einen Vertrag beim FC Aberdeen unterschrieb.

## Nationalmannschaft
Da Fallon nach seinem Wechsel nach England für englische Jugendauswahlen zum Einsatz kam und er es nach der bis 2009 gültigen Regelung verpasste, bei der FIFA vor Abschluss des 21. Lebensjahres die Freigabe für die neuseeländischen Nationalelf zu beantragen, konnte er lange Zeit nicht für Neuseeland nominiert werden. Erst als die FIFA im Juni 2009 die Altersbeschränkung für einen Wechsel des Nationalteams aufhob, konnte Fallon für Neuseeland antreten. Er gab gemeinsam mit dem vormaligen schottischen Juniorennationalspieler Michael McGlinchey am 9. September 2009 gegen Jordanien sein Länderspieldebüt und trug mit einem Treffer zum 3:1-Sieg bei. Im Oktober und November 2009 gehörte er in den beiden entscheidenden WM-Qualifikationsspielen gegen Bahrain jeweils zum Aufgebot und sorgte mit seinem Kopfballtreffer zum 1:0-Sieg im Rückspiel vor über 35.000 Zuschauern, Rekordkulisse für ein Fußballspiel in Neuseeland, für die erste Teilnahme Neuseelands an einer Weltmeisterschaft seit 1982.